# Pădurenii (Mintiu Gherlii), Cluj
Pădurenii (în trecut Țop  ; în maghiară Czoptelke), este un sat în comuna Mintiu Gherlii din județul Cluj, Transilvania, România.

## Istoric
Satul românesc a aparținut în trecut domeniului latifundiar din Unguraș. Este cel mai frumos sat al comunei la ora actuală, prin peisajele pe care le oferă și prin aerul curat.

## Galerie de imagini

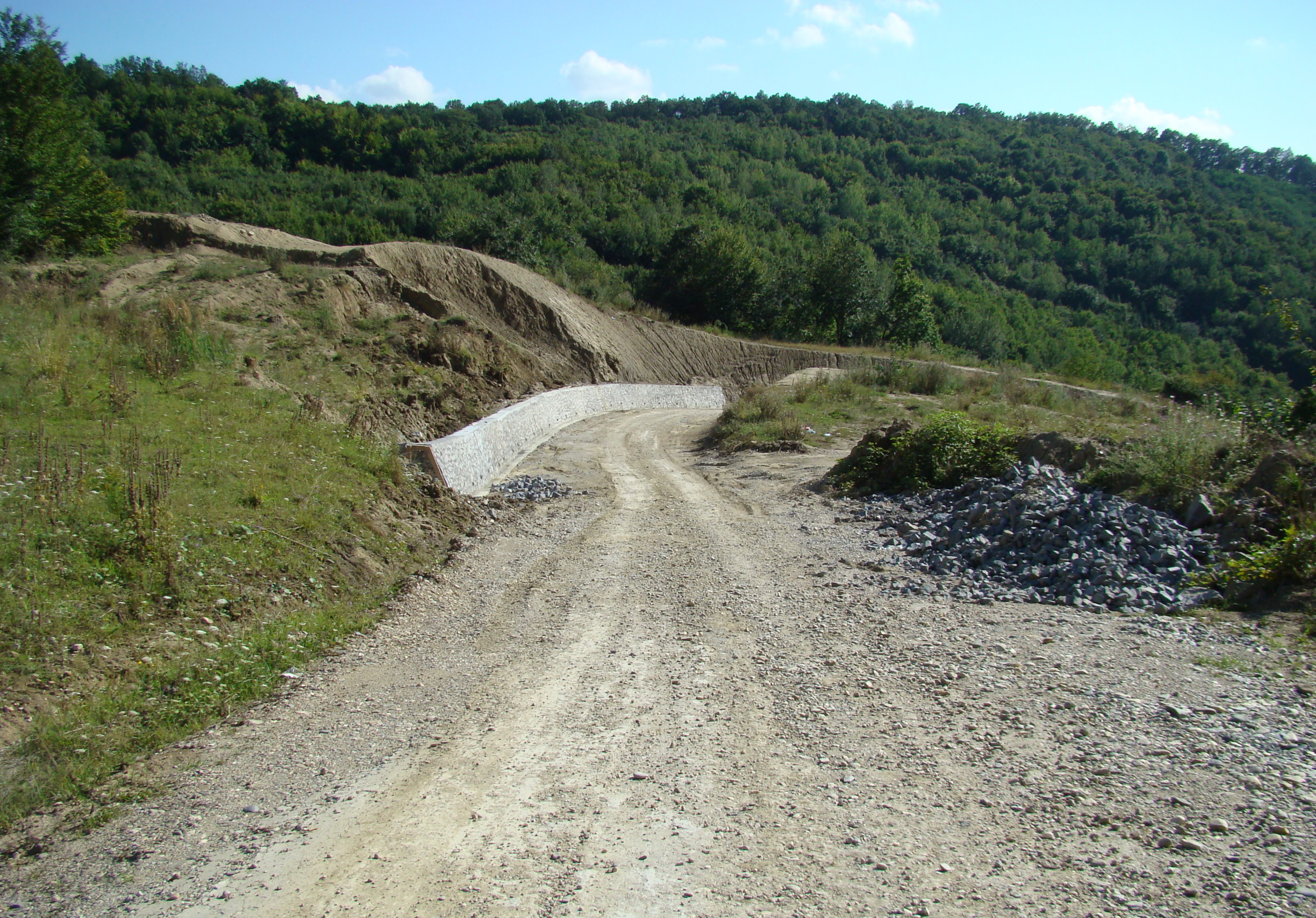
Drumul comunal Mintiu Gherlii-Pădureni
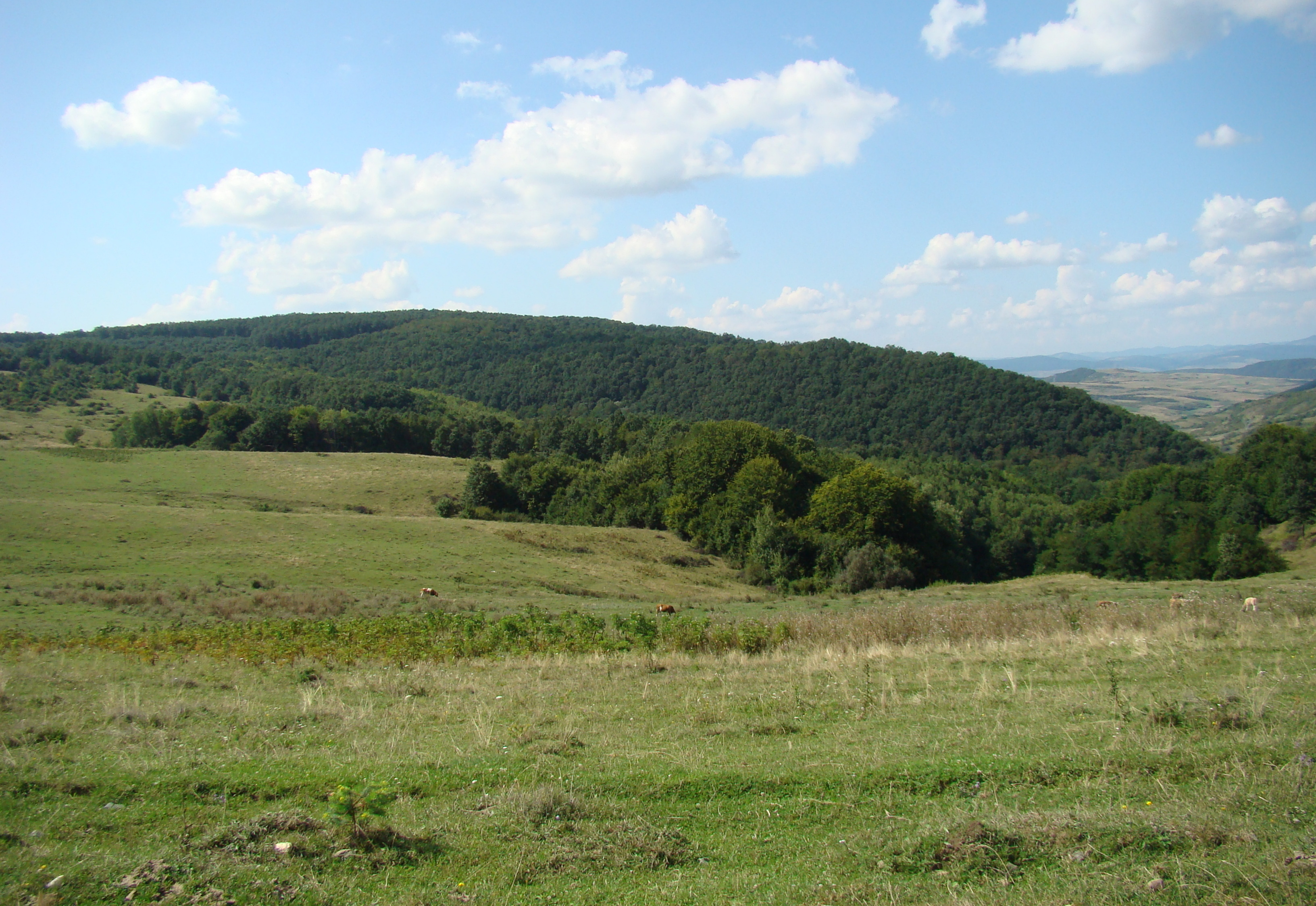
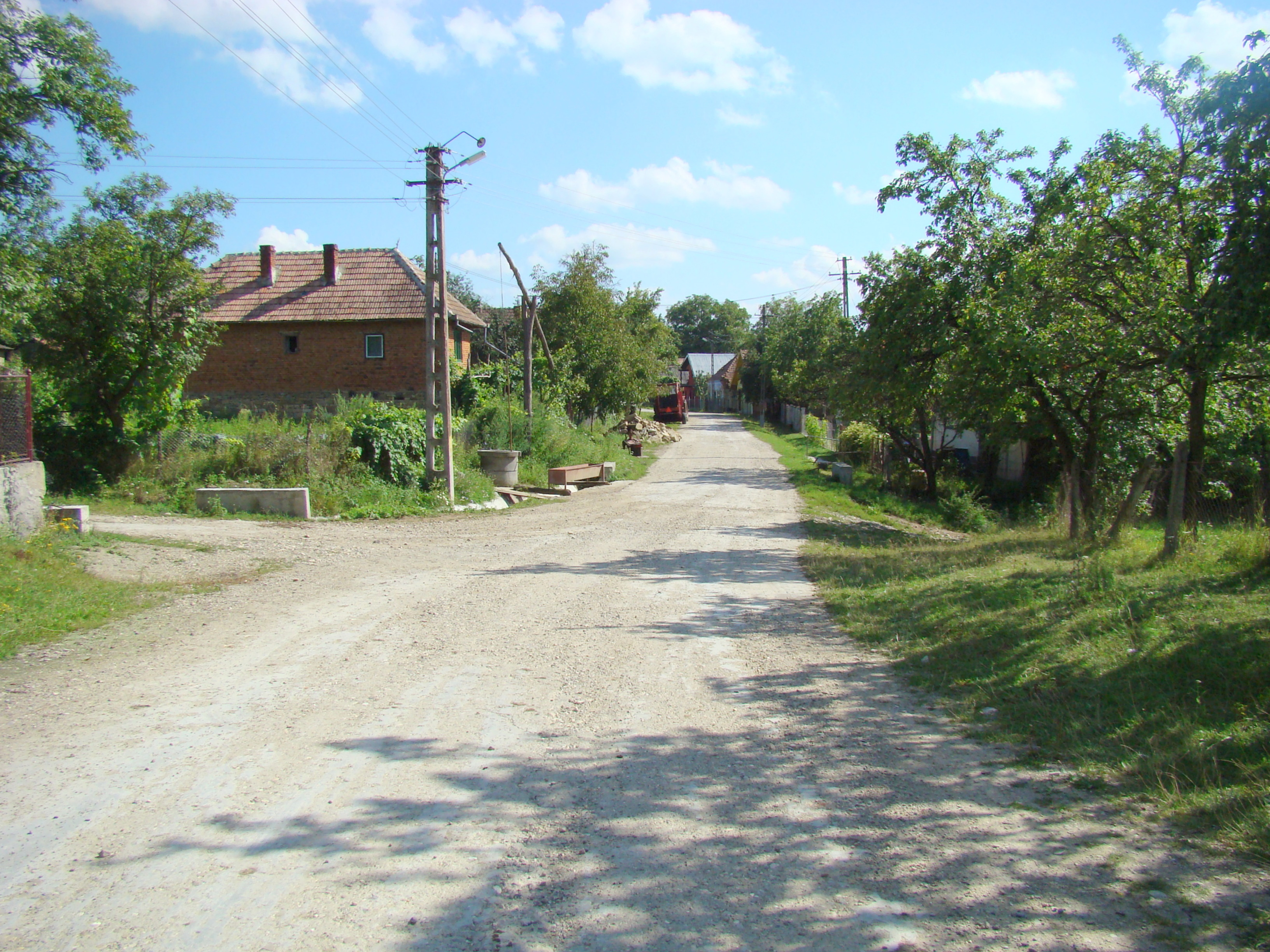
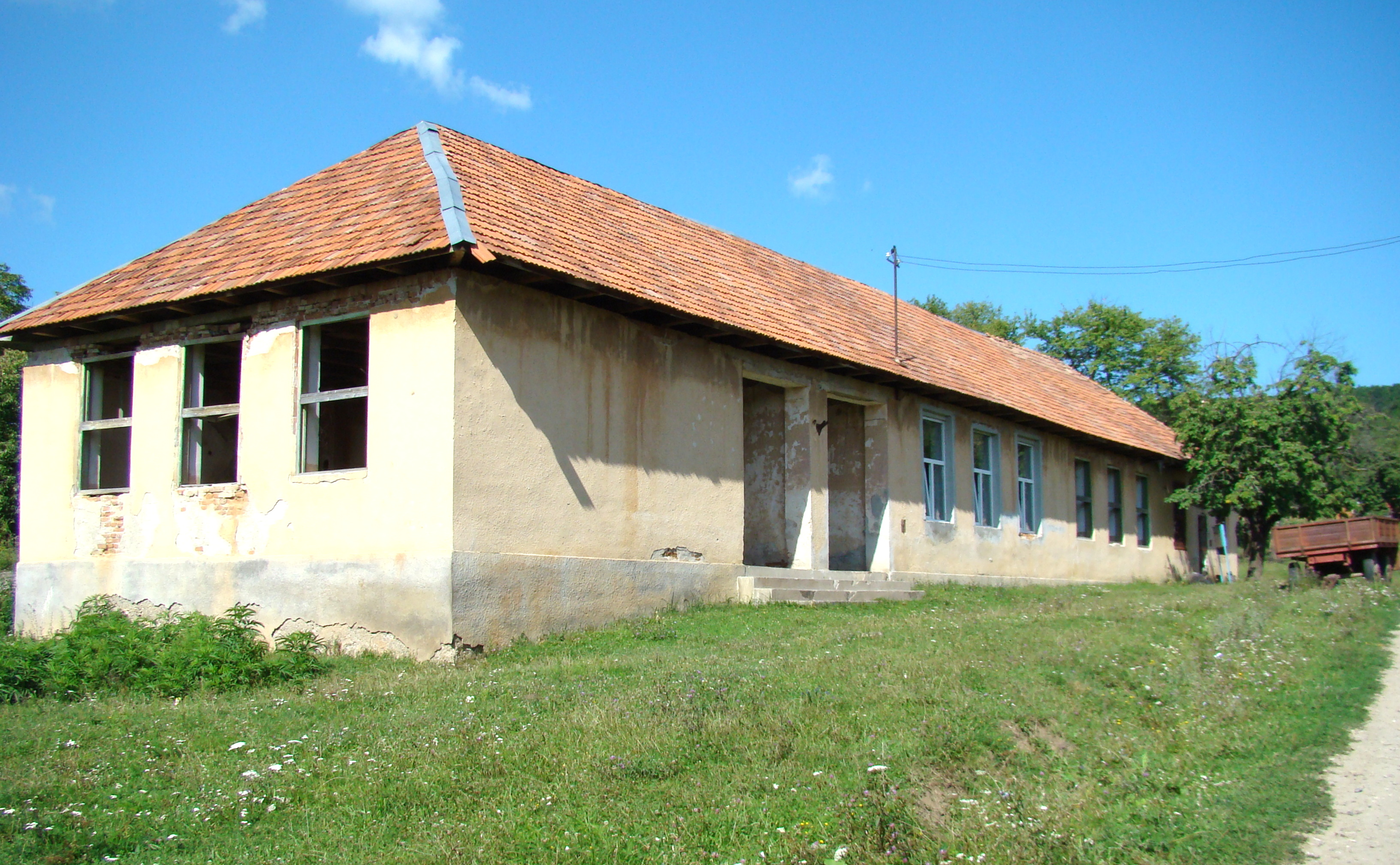
Clădirea abandonată a fostei școli
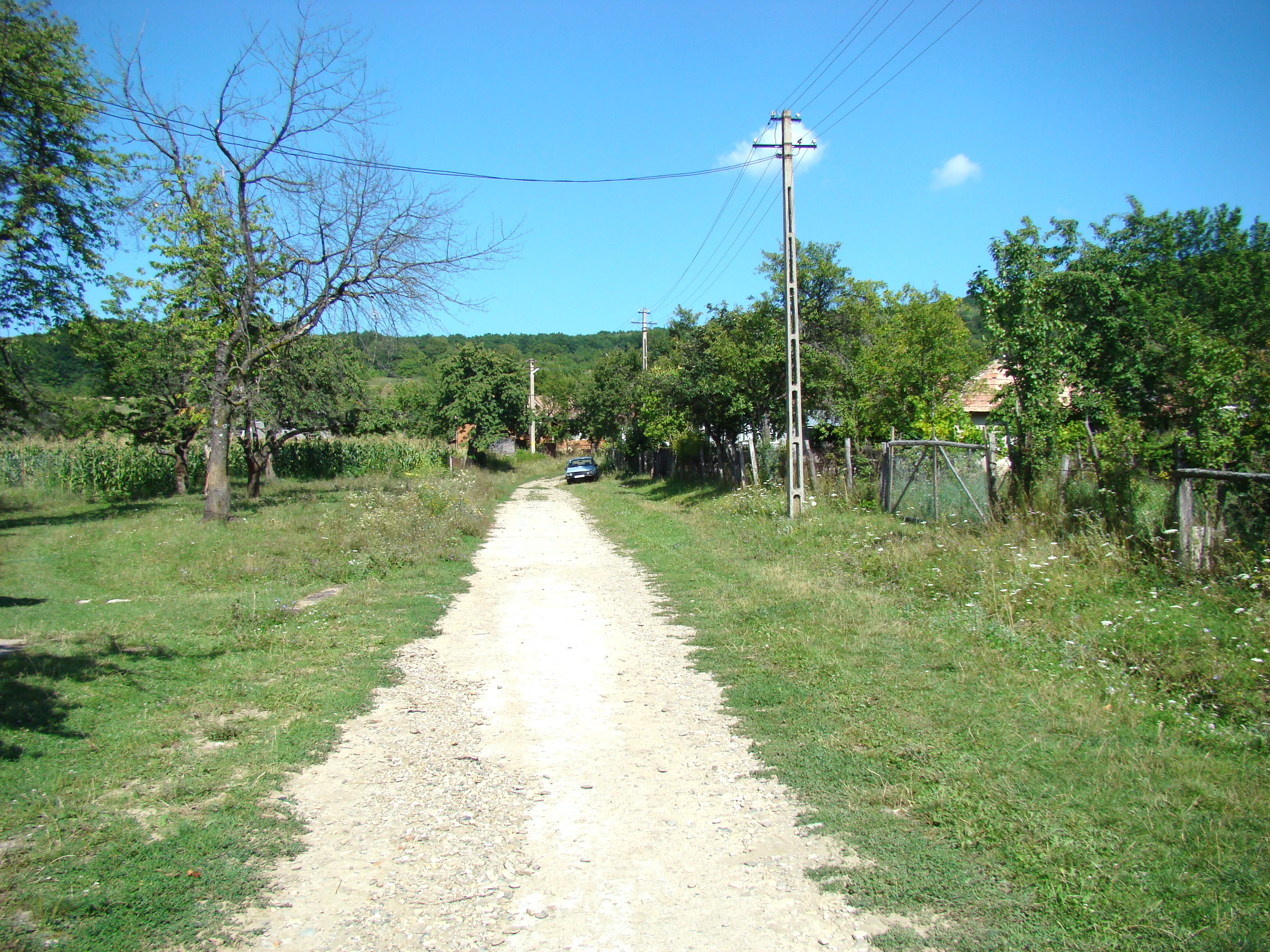
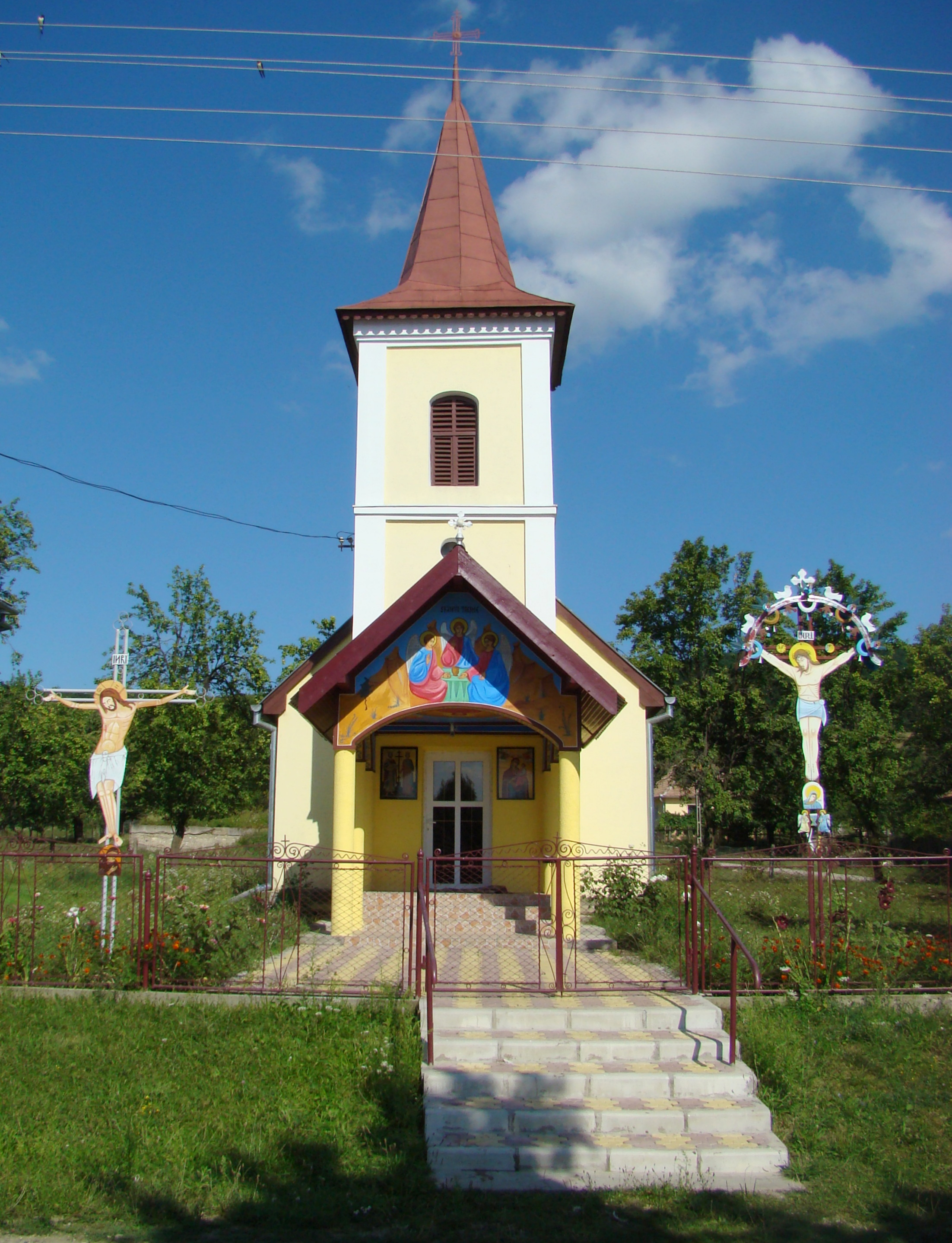
Biserica ortodoxă „Sfânta Treime”
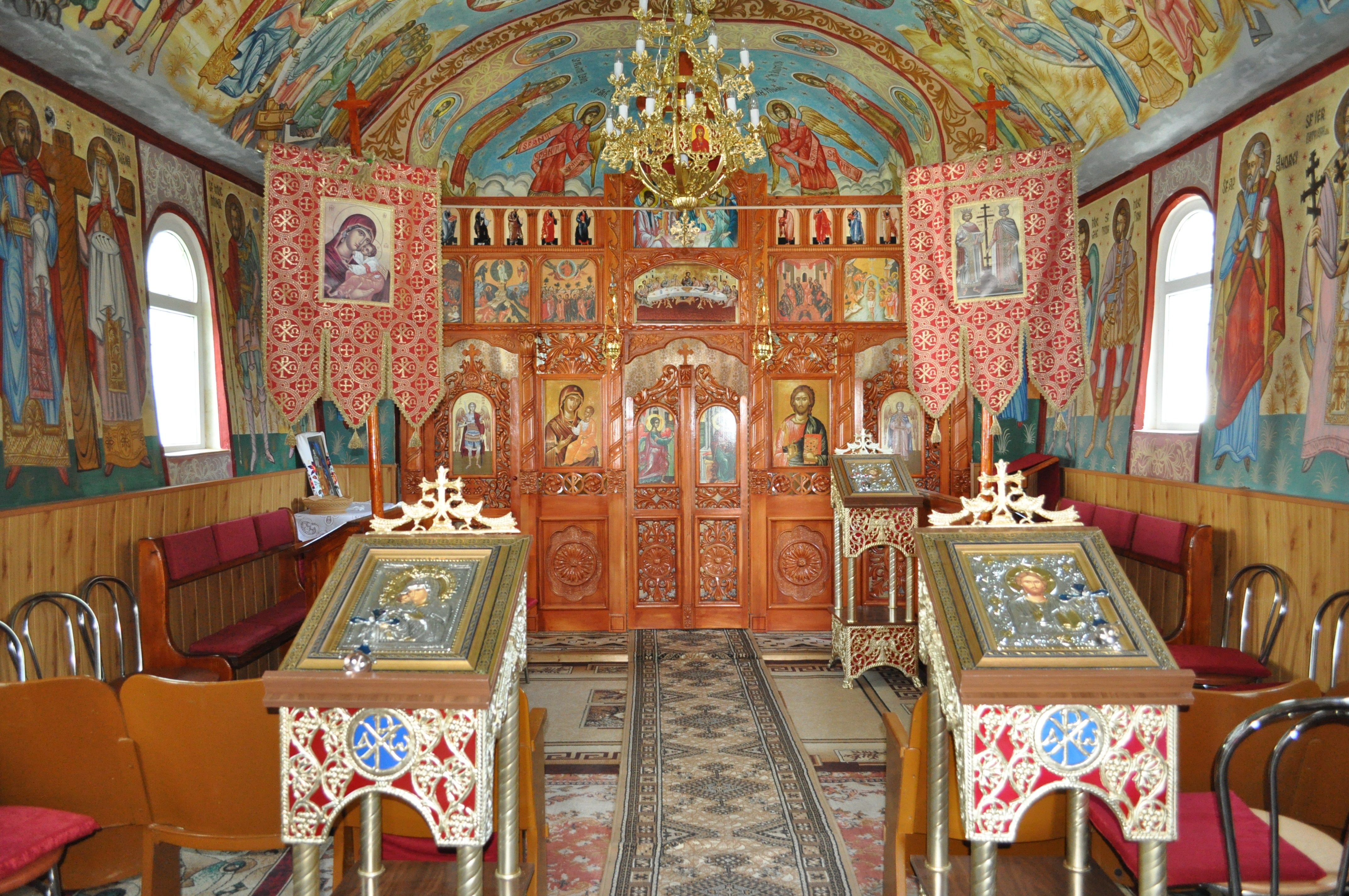
Biserica ortodoxă „Sfânta Treime”
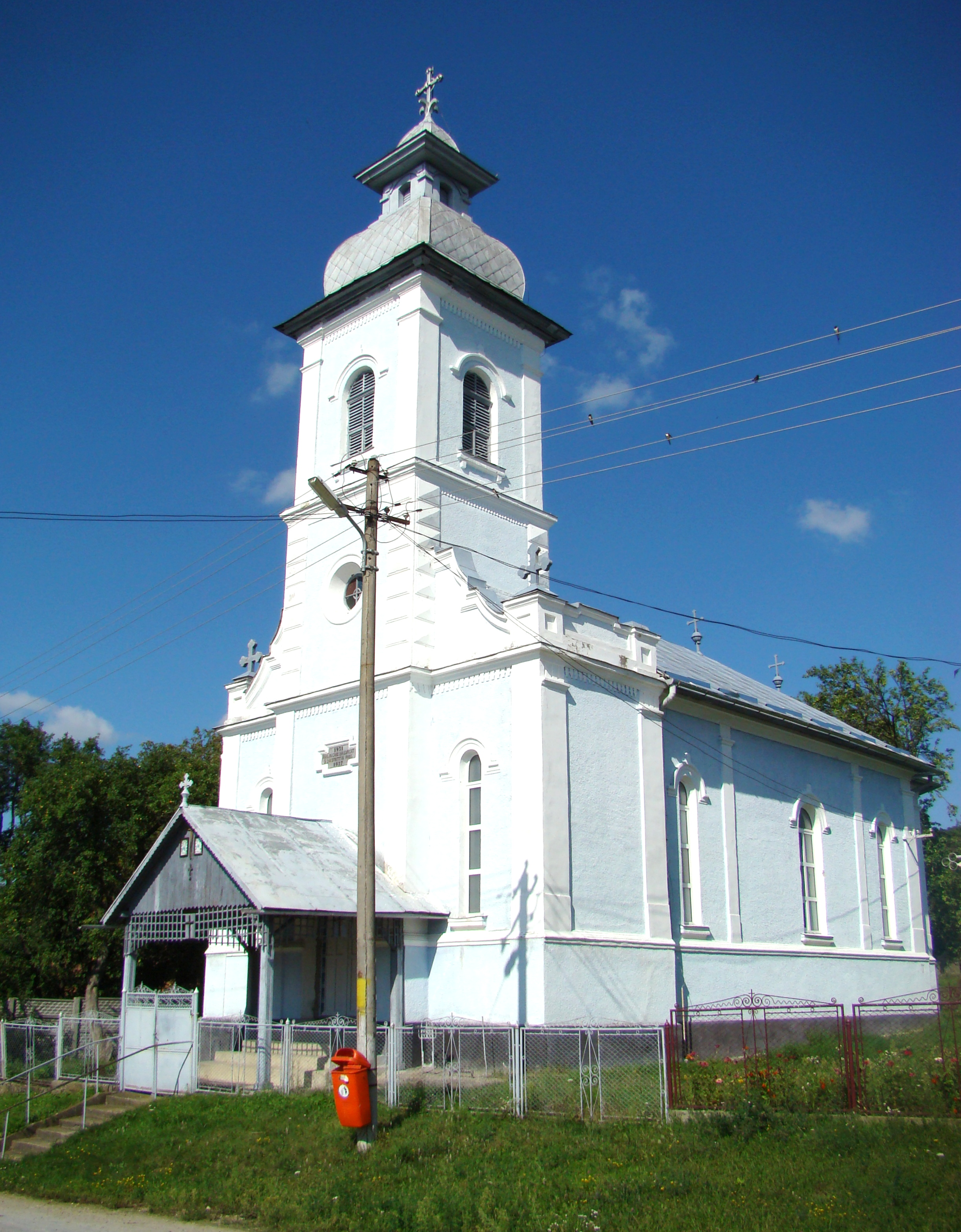
Biserica greco-catolică „Sfinții Arhangheli Mihail și Gavriil”, edificată în 1931 şi sfinţită de Ep. Dr. Iuliu Hossu în 19 septembrie 1937
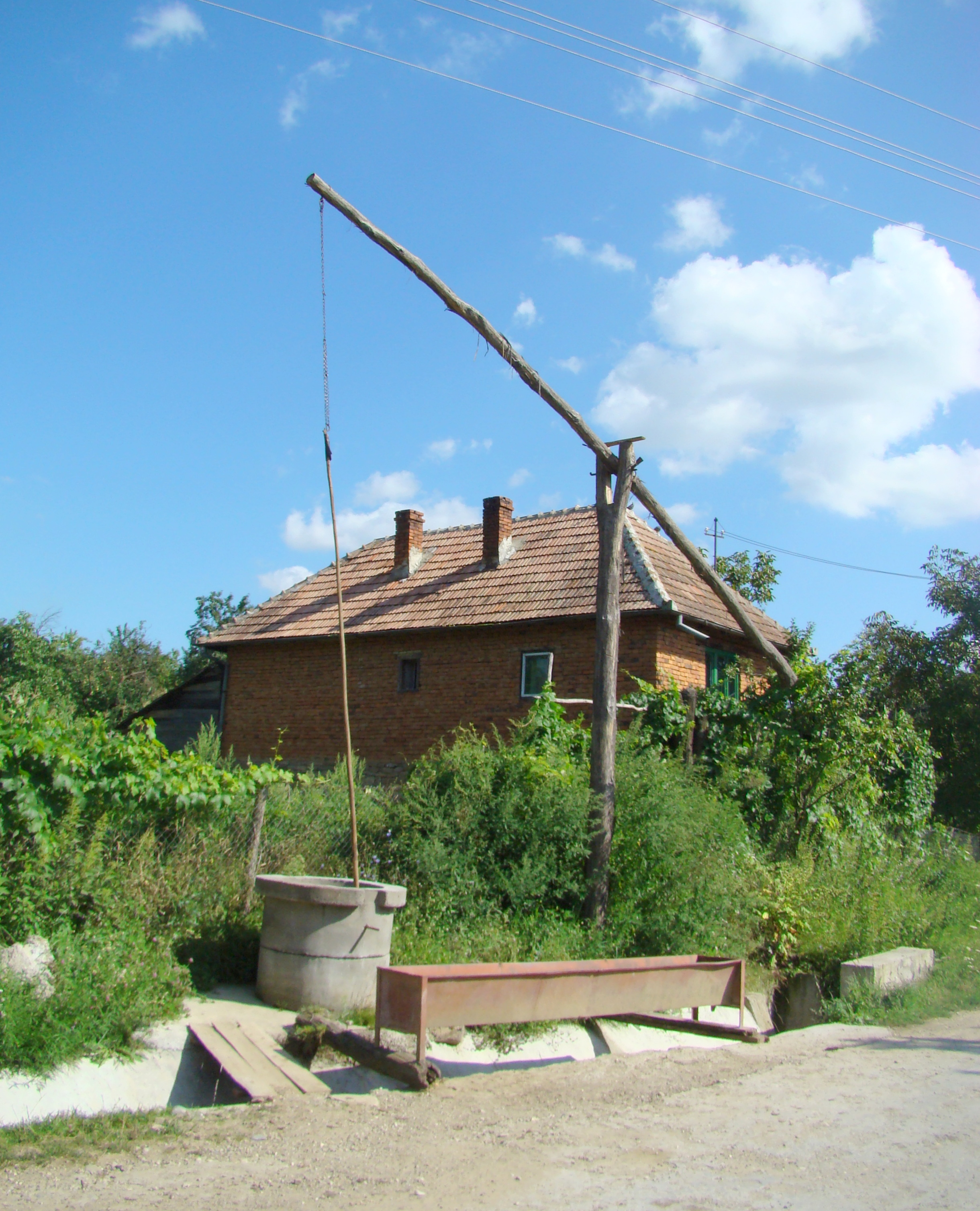
Fântână cu cumpănă
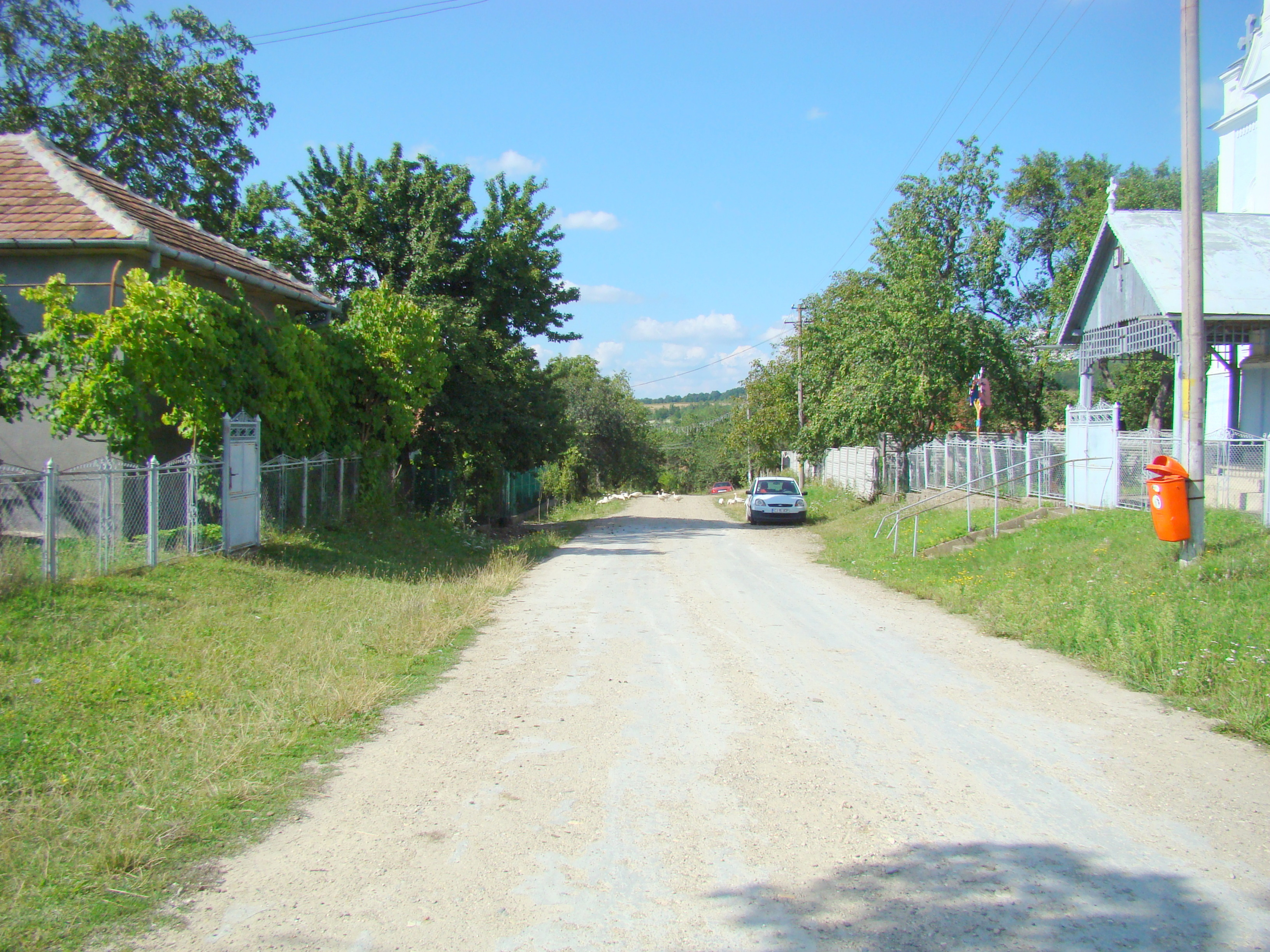
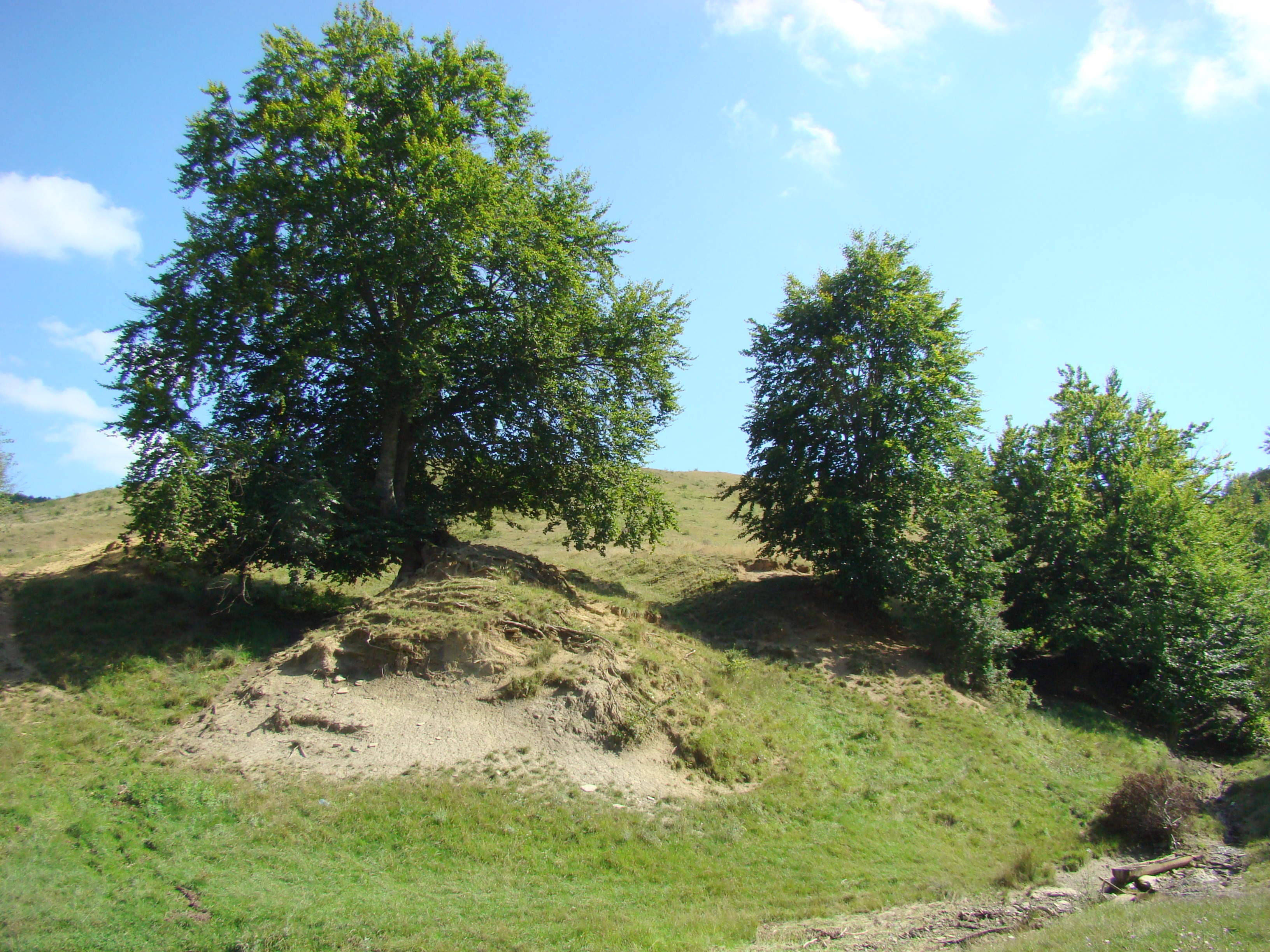
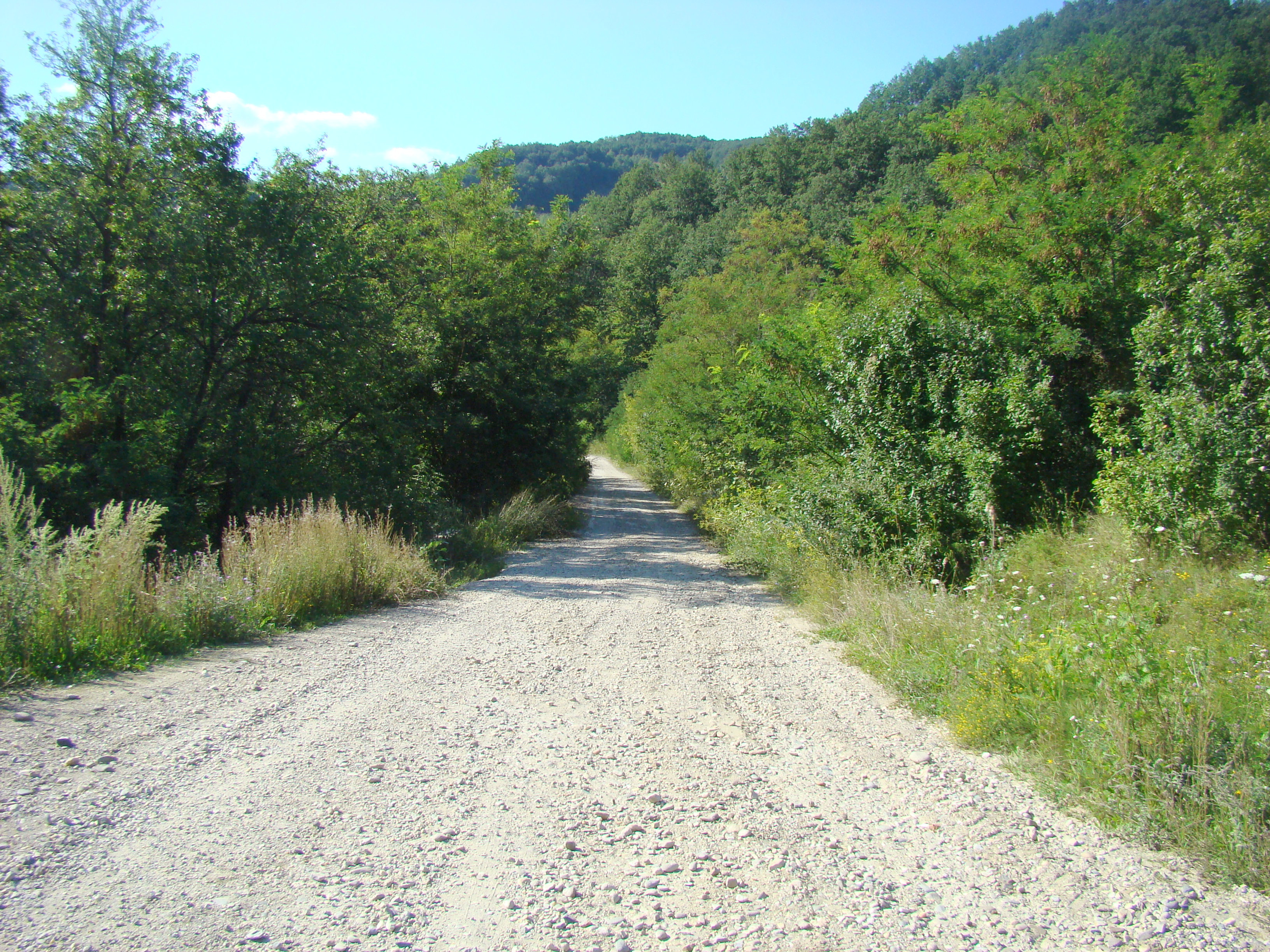
Drumul comunal Mintiu Gherlii-Pădureni